# Barsumes
Barsumes (Barsumas) fou bisbe de Nísibis (435-489) i fou un propagador del nestorianisme.
Quan es va condemnar el nestorianisme a l'imperi, va ser desterrat d'Edessa però va seguir treballant per la seva propagació a Pèrsia. Va fer molts conversos a Pèrsia, i amb el suport del rei de Pèrsia va poder establir a Selèucia del Tigris i Ctesifont dos seus patriarcals. Va fundar una escola teològica amb la voluntat de perpetuar el nestorianisme. Va escriure diverses obres que s'han perdut.
Un Barsumes que fou condemnat per eutiquianisme al Concili de Calcedònia és un personatge diferent.